# Ер (Північна Дакота)
Ер (англ. Ayr) — місто (англ. city) в США, в окрузі Кесс штату Північна Дакота. Населення — 11 осіб (2020).

## Географія
Ер розташований за координатами 47°2′28″ пн. ш. 97°29′27″ зх. д. / 47.04111° пн. ш. 97.49083° зх. д. (47.041184, -97.490966).  За даними Бюро перепису населення США в 2010 році місто мало площу 0,22 км², уся площа — суходіл.

## Демографія
Згідно з переписом 2010 року, у місті мешкало 17 осіб у 9 домогосподарствах у складі 4 родин. Густота населення становила 78 осіб/км².  Було 10 помешкань (46/км²).
Расовий склад населення:
| - 100,0 % — білих |

До двох чи більше рас належало 0,0 %. Частка іспаномовних становила 0,0 % від усіх жителів.
За віковим діапазоном населення розподілялося таким чином: 23,5 % — особи молодші 18 років, 41,2 % — особи у віці 18—64 років, 35,3 % — особи у віці 65 років та старші. Медіана віку мешканця становила 56,3 року. На 100 осіб жіночої статі у місті припадало 70,0 чоловіків;  на 100 жінок у віці від 18 років та старших — 85,7 чоловіків також старших 18 років.
Цивільне працевлаштоване населення становило 18 осіб. Основні галузі зайнятості: сільське господарство, лісництво, риболовля — 61,1 %, освіта, охорона здоров'я та соціальна допомога — 16,7 %, транспорт — 11,1 %, роздрібна торгівля — 11,1 %.